# Abdelhamid Abou Zeid
Abdelhamid Abu Zeid (Provincia de Illizi, 4 de septiembre de 1965-Mali, 25 de febrero de 2013), cuyo verdadero nombre era Mohamed Ghadir, era de nacionalidad argelina y uno de los tres principales comandantes de al Qaeda del Magreb Islámico. Él fue el principal rival de Mokhtar Belmokhtar.

## Biografía

### Primeros años
Abou Zeid nació en Argelia en 1965.

### Actividades militantes
Abou Zeid fue uno de los miembros de alto rango de al Qaeda en África (AQMI). Se cree que han matado al ciudadano británico Edwin Dyer en 2009, y al francés de 78 años de edad, Michel Germaneau, en 2010. También secuestró a más de 20 occidentales entre 2008 y 2013. Cuando él controlaba la ciudad de Tombuctú en Malí, impuso una forma violenta de ley sharia islámica, permitiendo las amputaciones y la destrucción de los santuarios sufíes.
Él llevó un contingente de islamistas en el centro de Malí y dirigió un asalto a la pequeña ciudad de Diabaly en enero de 2013.

### Muerte
Abdelhamid Abu Zeid fue reportado muerto junto con otros 40 militantes el 25 de febrero de 2013, por las tropas francesas cerca de la región de Tigargara, Norte de Malí. El Presidente Francés François Hollande informó de su muerte en marzo. al Qaeda en África (AQMI) lo confirma el 16 de junio de 2013.